# Simon Deli
Simon Deli (Abiyán, 27 de octubre de 1991) es un futbolista marfileño que juega en la demarcación de defensa para el S. K. Slavia Praga B de la Liga Nacional de Fútbol de la República Checa.

## Selección nacional
Hizo su debut con la selección de fútbol de Costa de Marfil el 26 de marzo de 2015 en un partido amistoso contra Angola que finalizó con un resultado de 2-0 a favor del combinado marfileño tras los goles de Ousmane Viera y de Salomon Kalou. Además disputó dos partidos de la Copa Africana de Naciones 2017.

### Participaciones en la Copa Africana de Naciones
| Copa                           | Sede    | Resultado        | Partidos | Goles |
| ------------------------------ | ------- | ---------------- | -------- | ----- |
| Copa Africana de Naciones 2017 | Gabón   | Fase de grupos   | 2        | 0     |
| Copa Africana de Naciones 2021 | Camerún | Octavos de final | 4        | 0     |

## Clubes
| Club                          | País            | Año       | Partidos | Goles |
| ----------------------------- | --------------- | --------- | -------- | ----- |
| Africa Sports National        | Costa de Marfil | 2010-2012 |          |       |
| S. K. Dynamo České Budějovice | República Checa | 2013-2014 | 25       | 1     |
| 1. F. K. Příbram              | República Checa | 2014      | 7        | 0     |
| S. K. Slavia Praga            | República Checa | 2015-2019 | 140      | 3     |
| Club Brujas                   | Bélgica         | 2019-2021 | 60       | 4     |
| S. K. Slavia Praga (cedido)   | República Checa | 2021      | 16       | 0     |
| Adana Demirspor               | Turquía         | 2021-2023 | 19       | 0     |
| Istanbulspor (cedido)         | Turquía         | 2023-2024 | 38       | 0     |
| Asteras Trípoli F. C.         | Grecia          | 2024-2025 | 32       | 0     |
| S. K. Slavia Praga B          | República Checa | 2025-     |          |       |

## Palmarés

### Campeonatos nacionales
| Título                                        | Club                          | País            | Año  |
| --------------------------------------------- | ----------------------------- | --------------- | ---- |
| Liga Nacional de Fútbol de la República Checa | S. K. Dynamo České Budějovice | República Checa | 2014 |
| Liga de Fútbol de la República Checa          | S. K. Slavia Praga            | República Checa | 2017 |
| Copa de la República Checa                    | S. K. Slavia Praga            | República Checa | 2018 |
| Liga de Fútbol de la República Checa          | S. K. Slavia Praga            | República Checa | 2019 |
| Copa de la República Checa                    | S. K. Slavia Praga            | República Checa | 2019 |
| Primera División de Bélgica                   | Club Brujas                   | Bélgica         | 2020 |
| Liga de Fútbol de la República Checa          | S. K. Slavia Praga            | República Checa | 2021 |
| Copa de la República Checa                    | S. K. Slavia Praga            | República Checa | 2021 |